# Szentkereszty–Bethlen-kúria
Az aranyosgyéresi Szentkereszty–Bethlen-kúria műemlék épület Romániában, Kolozs megyében. A romániai műemlékek jegyzékében a CJ-II-m-B-07554 sorszámon szerepel.